# .onion
.onion je generická pseudodoména nejvyššího řádu označující skryté služby anonymní sítě Tor. Doména není obsažena v kořenových DNS serverech, programy, jako například webový prohlížeč, odesílají dotaz na proxy server, který ho přeposílá přes síť Tor.
Adresy s pseudodoménou .onion bývají automaticky generovány Tor klienty spolu s veřejným PGP klíčem a skládá se z 16 nebo 56 znaků – malých písmen a číslic. Jsou tak většinou hůře zapamatovatelné než běžné internetové domény.
Název „onion“ odkazuje na onion routing („cibulové směrování“) – techniku pro anonymní přístup na Internet, kterou používá program Tor.

## Příklady .onion domén
K přístupu na stránky je třeba prohlížeč používající Tor:
- Hidden Wiki, The Hidden Wiki, rozcestník stránek .onion založený na MediaWiki
- Torgle[nedostupný zdroj], vyhledávač Dark Webu
- Freedom hosting, freehosting s PHP a MySQL
- secMail[nedostupný zdroj], bezpečný a anonymní e-mail
- TopOnions, DeepLink[nedostupný zdroj], OnionDir[nedostupný zdroj], rozcestníky stránek .onion
- Oznamte korupci[nedostupný zdroj], české stránky Bezkorupce.cz